# Света Петка (Байково)
Вижте пояснителната страница за други значения на Света Петка.
„Света Петка“ или „Света Параскева“ (на македонска литературна норма: „Света Петка“) е късновъзрожденска православна църква в струмишкото село Байково, Северна Македония. Част е от Струмишката епархия на Македонската православна църква – Охридска архиепископия.
Храмът е разположен в центъра на селото. Изграден е в 1910 година.
Църквата е трикорабна псевдобазилика. Около нея в 1943 година е   изграден манастирът „Св. св. Петър и Павел“, обновен в 1986 година.